# Bo Anders Persson
Bo Anders Persson, född 2 oktober 1937 i Sofia församling i Stockholm, är en svensk musiker. 

## Biografi
Persson växte upp i Tallkrogen i södra Stockholm och tog som barn privata pianolektioner och spelade också dixieland i ett band. Efter examen i maskinteknik vid Thorildsplans gymnasium gjorde Persson militärtjänst i Göteborg och studerade därefter vid Kungliga Tekniska högskolan under två år. Efter dessa oavslutade studier läste Persson harmonilära och kontrapunkt vid Stockholms borgarskola och kom där i kontakt med tonsättaren Jan Bark, med vilken han under åren 1962-63 förde långa samtal och utvecklade sitt tänkande kring musikalisk struktur. Experiment med bandspelare och loopar ledde fram till verket "Piece" för sångerska och fyra bandspelare som antogs till Ung Nordisk Musik i Oslo, och som Ingvar Lidholm uppskattade, varefter Persson påbörjade studier i komposition för denne vid Kungliga Musikhögskolan i Stockholm under två år. Under studierna vid Musikhögskolan startade han tillsammans med Torbjörn Abelli, Arne Ericsson och Urban Yman en improvisationsgrupp som skulle hålla på med ljud och noise. De debuterade våren Stockholm 1967, med förutom Persson själv, Ericsson på elcello, Yman på kontrabas och Thomas Tidholm på saxofon. Snart tillkom trummisen Thomas Mera Gartz från Mecki Mark Men, och under namnet Pärson Sound spelade de fram till våren 1968 på bland annat klubben Filips, Konstfack och Moderna museet i Stockholm, samt i bland annat Lund och Göteborg.  I maj 1968 ändrade de namn till International Harvester och skivdebuterade hösten 1968 med LP:n "Sov gott Rose-Marie" på finländska skivbolaget Love Records. Året därpå kortades namnet till Harvester, under vilket de gav ut LP:n "Hemåt" samma år. Våren 1970 lämnade Thomas Tidholm och Urban Yman bandet, och övriga fortsatte att spela under namnet Träd, Gräs och Stenar.
Persson tog starkt intryck av den amerikanske minimalistiske kompositören Terry Riley i samband med dennes Sverigebesök 1967 samt i synnerhet Rileys sätt att i kompositioner bygga och långsamt förändra klangmässiga rum, tonvikten på improvisation och de spontana unika samklangerna i olika uppföranden som kännetecknar verk som exempelvis In C. Målsättningen var att förena Rileys minimalism och den form av social samvaro som han såg i den musiken med den direkthet och enkelhet som Persson och hans medmusiker såg i den samtida pop- och rockmusiken, till exempel i form av The Rolling Stones. Persson spelade under dessa år ofta elgitarr, ett instrument med vilket han fortsatte att intressera sig för ljudkvaliteter och ljudmanipulering, såsom distorsion, eko och loopar.   
Tidigt väcktes hos Persson ett intresse för miljöfrågor och en alltmer kritisk hållning till människans förhållande till övriga djur och växter. I det tidiga verket "Proteinimperialism", inspelat på Elektronmusikstudion i Stockholm och utgivet på tyska skivbolaget Wergo, loopas och omvandlas successivt växtfysiologen och livsmedelsforskaren Georg Borgströms uttryck "proteinimperialism" under drygt 24 minuter. Förutom ett miljöengagemang som tog sig uttryck i låttitlar, texter och ljudmiljöer på de skivor banden gjorde kom Persson efter mötet med odlarlegenden Anders Björnsson under en resa med musikverksamhet för barn (anordnad av Rikskonserter) i Värmland sommaren 1969 att alltmer ägna sig åt så kallad "vänlig odling". Detta intresse för odling kom att dominera Perssons verksamhet i början av 1970-talet, framförallt sedan flytten från Stockholm till Klarälvsdalen, men han har fortsatt ägnat sig åt musik i olika band och projekt och som musiklärare fram till idag (se särskilt artikeln om Träd, Gräs och Stenar).  
2014 släpptes albumet Love Is Here To Stay, en kompilation främst bestående av musik som Persson skrev under sin tid som musikstudent, då han experimenterade mycket med ljud och tejploopar.

## Soloalbum
- 1967 – Proteinimperialism [9]
- 2014 – Love Is Here To Stay